# Marianne Moore
Marianne Moore (Kirkwood, Missouri, 15 de novembre de 1887 – Nova York, 5 de febrer de 1972) va ser una poetessa, traductora, crítica i editora estatunidenca d'estil modernista. Es tracta d'una de les figures més rellevants de la lírica experimental estatunidenca del segle xx.
Entre 1925 i el 1929 va ser editora de la revista literària The Dial. Va publicar poques obres, que van estar sotmeses a un important procés de revisió, entre elles Poems (1921), Observations (1924), The Pangolins and Other Verse (1936), What are Years? (1941) i Tell Me, Tell Me (1966). Els seus poemes destaquen per una gran concisió i són propers a la prosa poètica. Va ser guanyadora del 
premi Pulitzer de poesia.